# Jakec in stric hladilnik
Jakec in stric hladilnik je moderna pravljica, ki jo je leta 1976 napisala Polonca Kovač, ilustrirala pa Marjanca Jemec Božič. Klasične pravljične osebe čarovnice, škrate, vile in prince so v tem delu zamenjali predmeti iz stanovanja, ki znajo govoriti, se premikajo, razmišljajo …

## Vsebina
Petletni Jakec živi z očkom in mamico v eni izmed ljubljanskih stolpnic. Ker bo kmalu dobil sestrico, mora njegova mamica v bolnišnico in tudi očka dobi nepričakovani klic, da mora nujno na službeno pot. Ker Jakec noče, da bi ga pazila teta Miša, saj ne zna pripovedovati pravljic, se v kuhinji oglasi hladilnik, ki pravi, da bo on popazil nanj.
Ko očka odide, se hladilnik najprej predstavi Jakcu. Pravi, da mu je ime Lojze Bosch in poleg tega, da zna govoriti, izvrstno tudi kuha, pospravlja in, z nekaj vaje, se nauči tudi kotalkati. Jakec v teh dneh spozna, da v njihovem stanovanju živi tudi nestrpna ura budilka, sesalec pes Reti, ter likalnik želva. Lojze zelo lepo skrbi za Jakca. Pripravlja mu hrano, se z njim igra in ga celo pelje na telovadbo.
Drugi dan pa se Jakec, Lojze in Reti odločijo, da bodo dan preživeli v parku. Že na poti si Jakec zaželi sladoleda, zato oddidejo k sladolednemu avtomatu po imenu Marjetica. Vanjo se na prvi pogled zaljubi Lojze. Seveda tudi Marjetica ne ostane ravnodušna in zato se z Lojzetom kmalu zaročita. Vsi otroci v parku zelo uživajo v Lojzetovi družbi. Zabavo pa jim skoraj prepreči predsednik društva za avtomatizacijo vsega sveta, vendar, ko mu Marjetica podari sladoled, ta od presenečenja kar zbeži. 
Še zadnji dan pa želi Lojze izkoristiti za to, da bi vse pripravil za prihod dojenčka. Tako skuha kosilo, posesa stanovanje, zlika plenice in celo Jakca mu uspe prepričati, kako lepo je imeti sestrico.

## Književni liki
- Jakec

Je glavni književni lik. Star je pet let in živi z očkom in mamico, ki je že v pozni nosečnosti. Rad se igra in posluša pravljice. Pravi, da si raje kot sestrico želi psa, toda Lojze ga le uspe prepričati v nasprotno.
- Lojze Bosch

Je hladilnik, ki ima vse lastnosti oseb (poosebitev oz. personifikacija). Nadomesti očeta, ko mora ta na službeno pot. Zaljubi se v Marjetico.
- Pes Reti

Je sesalec in ima vse lastnosti psov (poosebitev).
- Marjetica

Je avtomat za sladoled in se zaljubi v Lojzeta. Ima človeške lastnosti (poosebitev).
- Predsednik društva za avtomatizacijo vsega sveta

Želi preprečiti, da gospodinjski aparati ne bi imeli človeških lastnosti, ker mu to preprečuje načrtovano avtomatizacijo. Na koncu se prestraši in zbeži. V knjigi predstavlja negativni književni lik.